# (20988) 1981 EC43
(20988) 1981 EC43 est un astéroïde de la ceinture principale d'astéroïdes découvert en 1981.

## Description
(20988) 1981 EC43 a été découvert le 2 mars 1981 à l'observatoire de Siding Spring, situé près de Coonabarabran, en Nouvelle-Galles du Sud, en Australie, par Schelte J. Bus.

### Caractéristiques orbitales
L'orbite de cet astéroïde est caractérisée par un demi-grand axe de 2,29 UA, un périhélie de 1,85 UA, une excentricité de 0,19 et une inclinaison de 5,010° par rapport à l'écliptique. Du fait de ces caractéristiques, à savoir un demi-grand axe compris entre 2 et 3,2 UA et un périhélie supérieur à 1,666 UA, il est classé, selon la JPL Small-Body Database, comme objet de la ceinture principale d'astéroïdes.

### Caractéristiques physiques
(20988) 1981 EC43 a une magnitude absolue (H) de 14,7 et un albédo estimé à 0,045.